# Genisteae
Genisteae es una tribu de arbustos de la subfamilia Faboideae de la familia de legumbres Fabaceae, llamados comúnmente genistas y que comprenden principalmente los tres géneros Chamaecytisus, Cytisus y Genista, pero también hay otros pequeños géneros que tienen flores amarillas y otras blancas, rosas o púrpura. 

## Géneros
- Adenocarpus DC.
- Anarthrophyllum Benth.
- Argyrocytisus (Maire) Frodin & Heywood ex Raynaud
- Argyrolobium Eckl. & Zeyh.
- Calycotome Link
- Chamaecytisus Link
- Cytisophyllum O. Lang
- Cytisus Desf.
- Dichilus DC.
- Echinospartum (Spach) Fourr.
- Erinacea Adans.
- Genista L.
- Gonocytisus Spach
- Hesperolaburnum Maire
- Laburnum Fabr.
- Lupinus L.
- Melolobium Eckl. & Zeyh.
- Petteria C. Presl
- Podocytisus Boiss. & Heldr.
- Polhillia C. H. Stirt.
- Retama Raf.
- Sellocharis Taub.
- Spartium L.
- Stauracanthus Link
- Ulex L.

## Galería

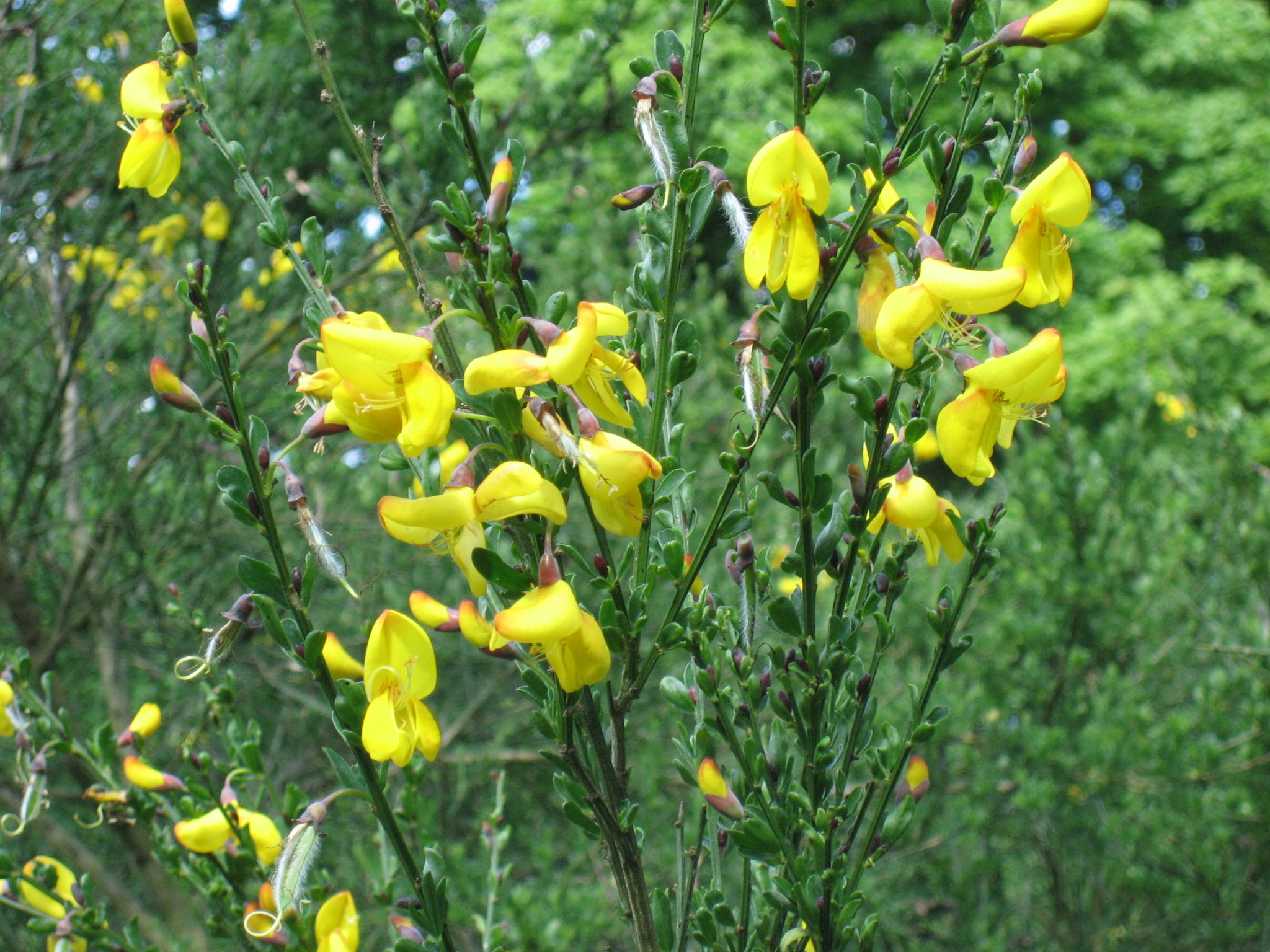
Cytisus scoparius
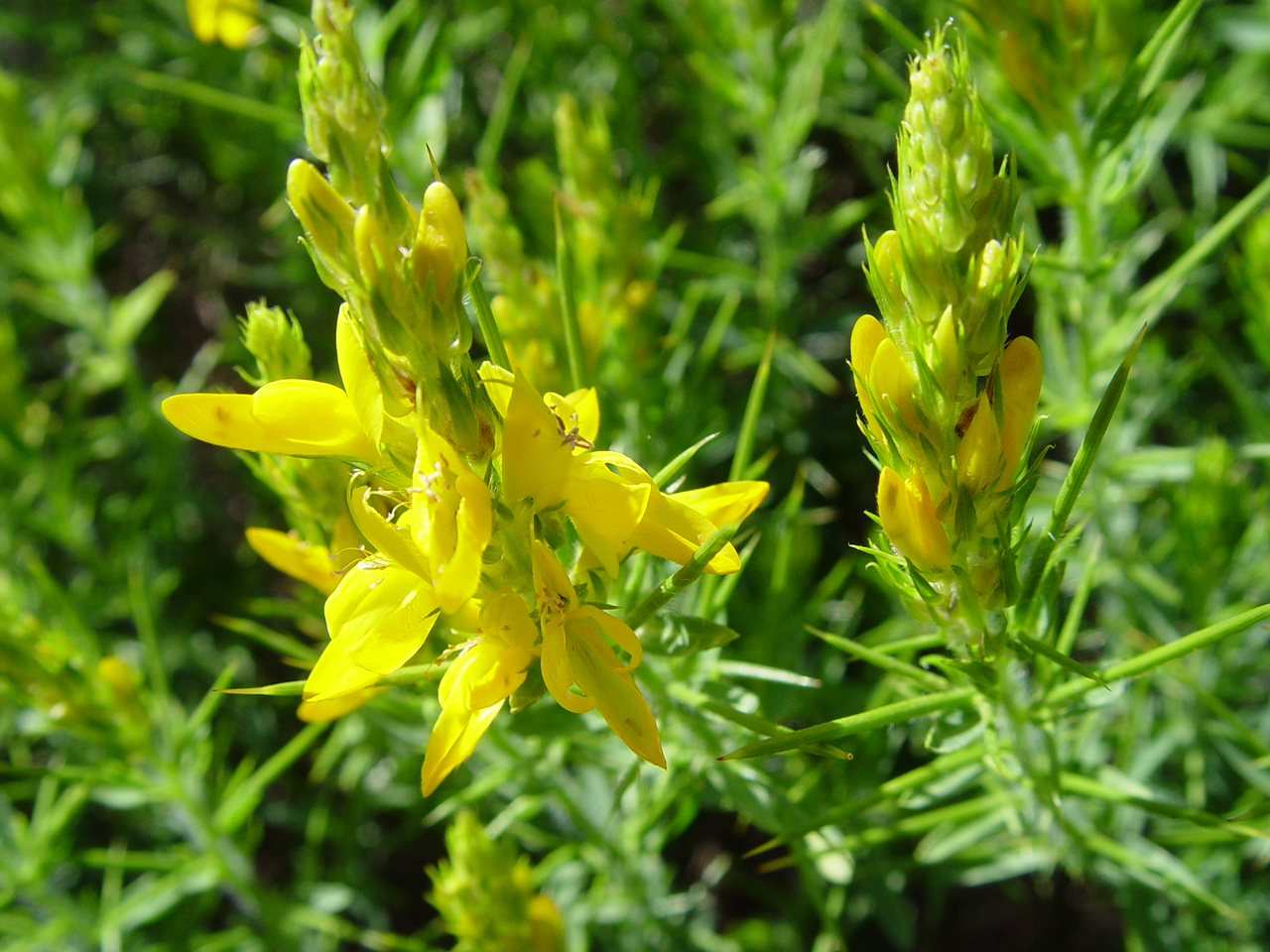
Genista hirsuta en flor
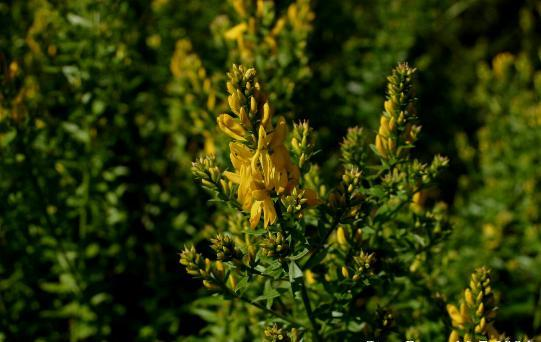
Genista tinctoria
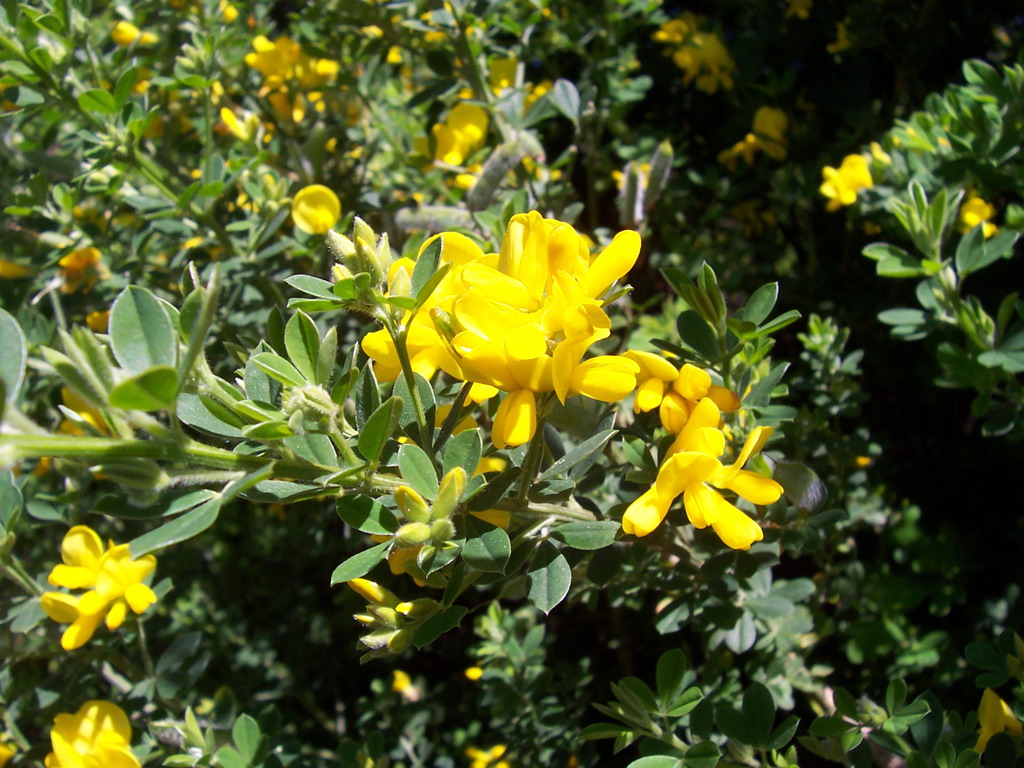
Genista monspessulana en flor
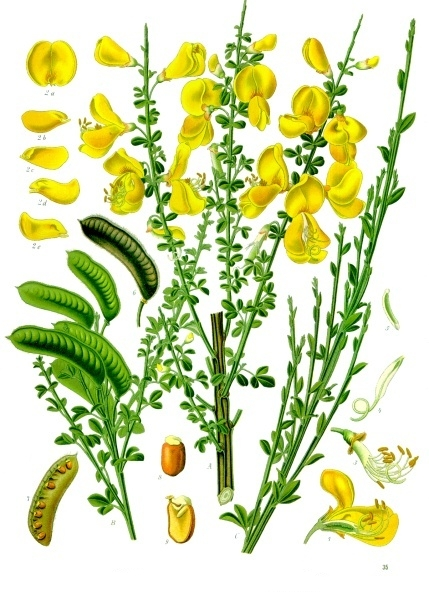
Cytisus scoparius
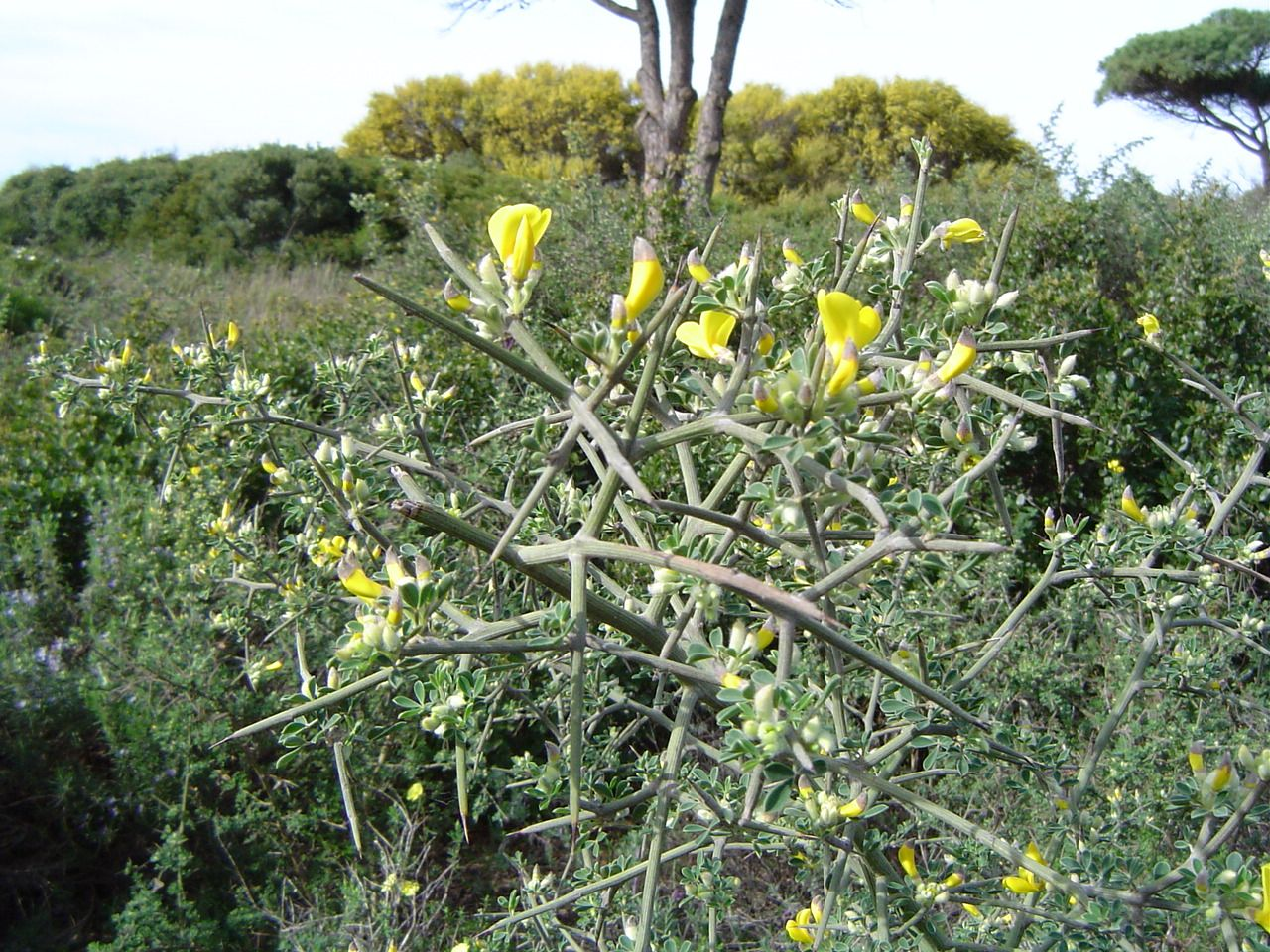
Calicotome villosa